# Phlebotomus tubifer
Phlebotomus tubifer är en tvåvingeart som beskrevs av Lewis och Dyce 1976. Phlebotomus tubifer ingår i släktet Phlebotomus och familjen fjärilsmyggor. Inga underarter finns listade i Catalogue of Life.